# Großsteingrab Krogenlund 4
Das Großsteingrab Krogenlund 4 ist eine megalithische Grabanlage der jungsteinzeitlichen Nordgruppe der Trichterbecherkultur im Kirchspiel Uggeløse in der dänischen Kommune Allerød.

## Lage
Das Grab liegt südwestlich von Lynge im Norden des Waldgebiets Krogenlund. In der näheren Umgebung gibt bzw. gab es zahlreiche weitere megalithische Grabanlagen.

## Forschungsgeschichte
Die Existenz des Grabes wurde erstmals 1935 registriert. Im Jahr 1982 führten Mitarbeiter des Dänischen Nationalmuseums eine Dokumentation der Fundstelle durch.

## Beschreibung
Die Anlage besitzt eine stark gestörte runde Hügelschüttung mit einem Durchmesser von 12 m und einer erhaltenen Höhe von zwischen 0,3 m und 0,4 m. Eine steinerne Umfassung ist nicht erkennbar.
In der Mitte des Hügels befinden sich die Reste einer Grabkammer, die wohl als Dolmen anzusprechen ist. Sie ist nordwest-südöstlich orientiert und hat möglicherweise einen rechteckigen Grundriss. Sie hat eine Länge von 1,4 m. Erhalten sind nur die beiden Endsteine an den Schmalseiten der Kammer sowie der Rest eines Bodenbelags aus Feuerstein.